# Geografia Letoniei

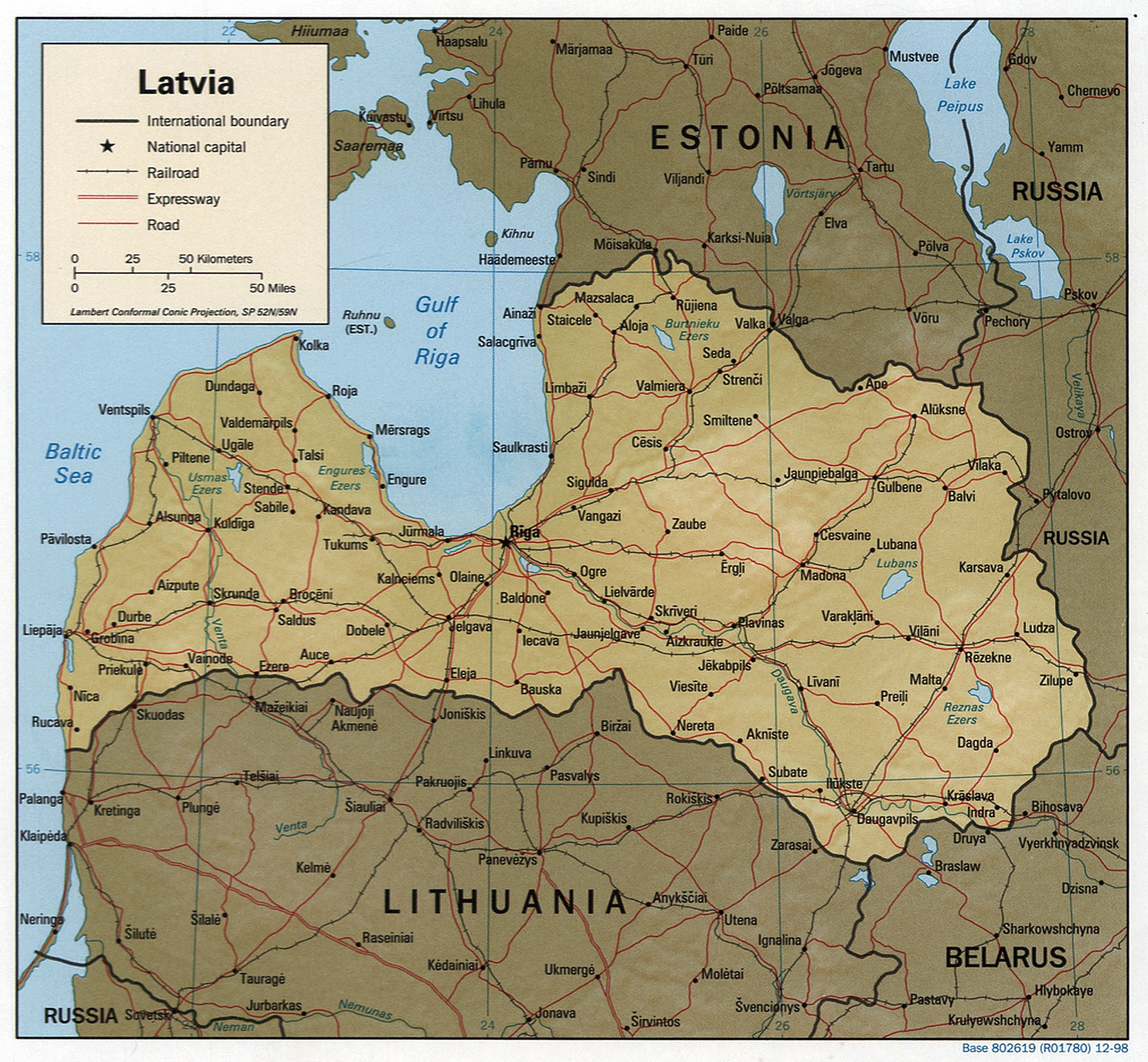
Hartă detaliată a Letoniei

Letonia are un relief predominant de câmpie, modelat de glaciațiunea cuaternară și cu altitudini reduse, presărat cu lacuri. Cele mai importante porturi sunt Riga, Liepaja si Ventspils, iar cele mai mari lacuri sunt Lubanas si Reznas.